# Албрехт VI Гьолер фон Равенсбург
Албрехт VI Гьолер фон Равенсбург (на немски: Albrecht Göler von Ravensburg; † 1542) е благородник от стария швабски рицарски род Гьолер фон Равенсбург от Крайхгау. Резиденцията на фамилията е дворец Равенсбург при Зулцфелд в Баден-Вюртемберг.
Той е единствен син на Албрехт V Гьолер фон Равенсбург (1444 – 1503), фогт в Кройцнах, и първата му съпруга Кунигунда фон Рамунг, наследничката на Дайзбах. Баща му се жени втори път през 1474 г. за Катарина фон Рамунг († 1497) и след нейната смърт 1497 г. става собственик на Дауденцел.

## Фамилия
Албрехт VI Гьолер фон Равенсбург се жени за Доротея фон Либенщайн († 1562). Те имат 14 деца, между тях:
- Бернхард II Гьолер фон Равенсбург (1523 – 1597), женен 1546 г. за Мария фон Хиршхорн († 22 април 1602), дъщеря на Йохан IX фон Хиршхорн (1510 – 1569) и Анна Гьолер фон Равенсбург, наследничка на Кизелброн († 1578)
- Ханс III Гьолер фон Равенсбург (* 8 ноември 1526; † 19 ноември 1601), женен 1553 г. за Анна Мария фон Геминген († 29 ноември 1576), дъщеря на Волф фон Геминген († 1555) и Анна Маршалк/Маршал фон Остхайм († 1569)